# Finlandia (Sibelius)

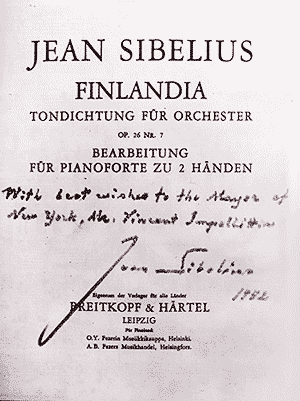
Cartaz alemão sobre a première de Finlandia.

Finlandia, Op. 26 é um poema sinfônico escrito pelo compositor finlandês Jean Sibelius. A primeira versão foi escrita em 1899, sendo posteriormente revisada em 1900. A peça foi composta para as celebrações da imprensa de 1899, em Helsínquia, um protesto contra a crescente censura do Império Russo, como a última de sete peças, cada uma acompanhada de um folheto com episódios da história da Finlândia.
Uma execução típica dura cerca de 8 minutos.
Era comum na época trocar o nome da peça nos concertos para iludir a censura russa, e isso adquiriu ares de piada. Os títulos com os quais a peça foi mascarada foram numerosos; um dos exemplos mais característicos é Sentimentos Felizes ao Amanhecer da Primavera Finlandesa.
Grande parte da peça traz melodias crescentes e turbulentas, evocando a luta nacional do povo finlandês. À medida que vai chegando ao final, a orquestra se acalma e a melodia serena, como um hino, é ouvida. Este trecho é chamado "Hino Finlandia" e é geralmente citada de forma incorreta como uma melodia tradicional, apesar de também ter sido composta pelo próprio Jean Sibelius.
A seção "Hino Finlandia" foi retrabalhado posteriormente para ser uma peça independente, com letra de Veikko Antero Koskenniemi adicionada em 1941. Esta obra derivada popularizou-se bastante, sendo considerada uma das mais importantes canções nacionais finlandesas, e, mundo afora, teve a melodia usada para compor alguns hinos cristãos (como "Be Still, My Soul"), o hino nacional do antigo país secessionista africano Biafra ("Land of the Rising Sun") e um hino patriótico do País de Gales ("Gweddi Dros Gymru"), cada um com letra própria, sem autoria de Sibelius ou Koskenniemi.

## Instrumentação
A orquestra descrita para a peça compõe-se dos seguintes instrumentos:
| Família   | Instrumentos                                                         |
| --------- | -------------------------------------------------------------------- |
| Madeiras  | - 2 flautas - 2 oboés - 2 clarinetes em si bemol - 2 fagotes         |
| Metais    | - 4 trompas em fá - 4 trompetes em fá - 3 trombones - tuba           |
| Percussão | - tímpanos - bumbo - pratos - triângulo                              |
| Cordas    | - violinos (I) - violinos (II) - violas - violoncelos - contrabaixos |

## Na cultura popular
- O diretor de filme finlandês Renny Harlin apresentou Finlandia constantemente na trilha sonora do filme Die Hard 2;[6]
- A música também é usada em Finders keepers, Lovers Weepers!, de Russ Meyer;[7]
- A banda Nightwish usou a música na abertura de seus shows, sobretudo no Imaginaerum World Tour;[8]
- Antes de se juntar ao Nightwish, Troy Donockley performou a música como convidado na banda estadunidense Mostly Autumn;
- Joan Baez performou Finlandia em seus shows desde 2007, e ainda apresentou "Finlandia Hymn" no seu álbum de 2005 Bowery Songs. Baez também apareceu no álbum "Mitä vapaus on", de Amnesty; [9]
- Em 08 de Dezembro de 2015, a Academia Sibelius da Universidade das Artes de Helsinque atraiu 1000 pessoas à Praça do Senado para cantar Finlandia;[10]
- A série The Walking Dead apresentou a música n'um de seus episódios.[11]

## Press Celebration Music

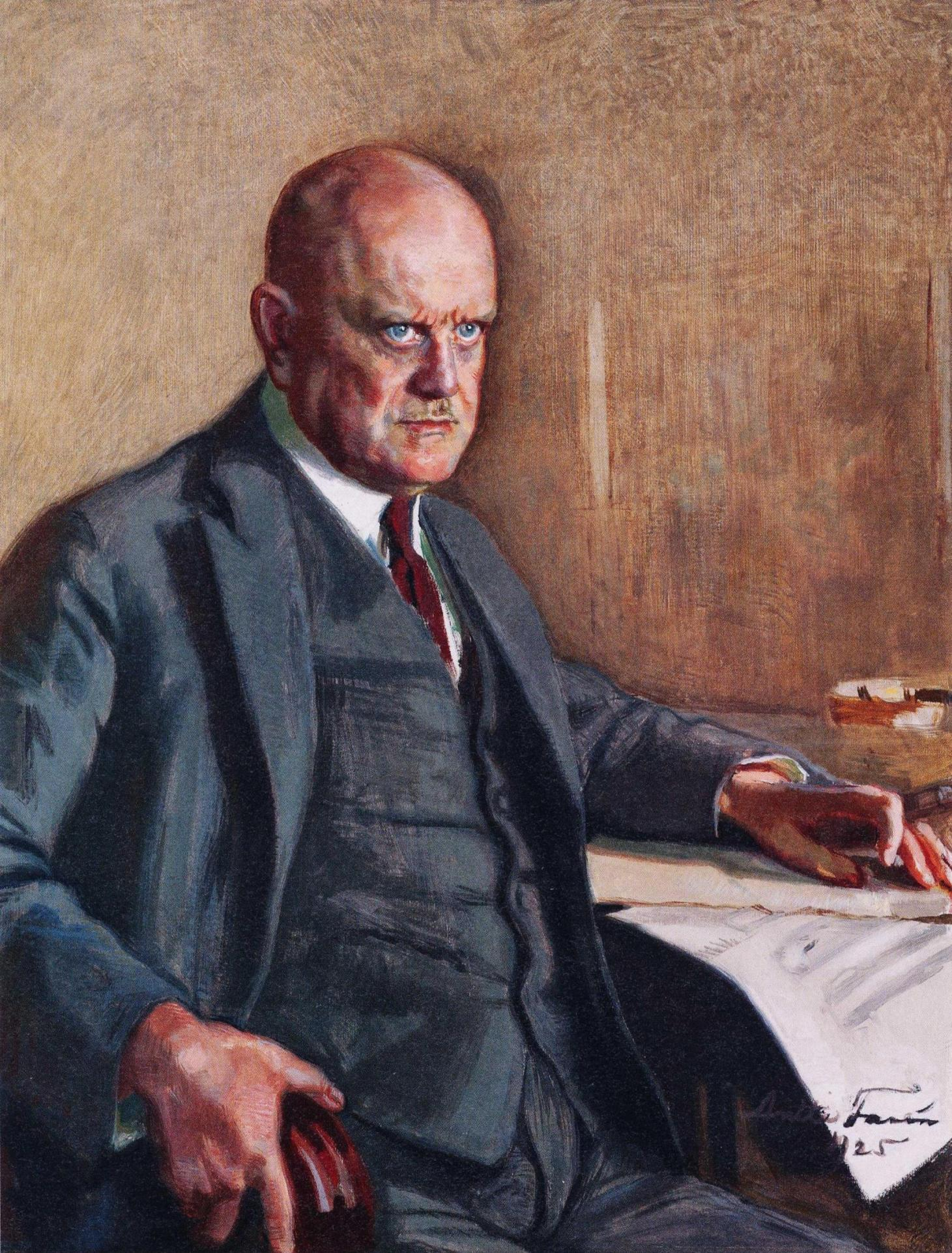
Jean Sibelius, compositor da obra, em 1925.

Semelhantemente ao Karelia Suite, o conjunto original Press Celebrations Music nunca foi originalmente lançado sob a supervisão de Sibelius, mas depois de quase 99 anos com a partitura intocada, a suíte foi reconstruída e lançada em dois CDs diferentes, o primeiro pela Tampere Philharmonic. Orquestra em 1998, conduzida por Tuomas Ollila, e a segunda pela Orquestra Sinfônica de Lahti em 2000, conduzida por Osmo Vänskä. O último movimento da suíte foi posteriormente reformulado para se tornar Finlandia.